# Burg Rothenfels (Rothenfels)
Die Burg Rothenfels ist eine Jugend- und Erwachsenenbildungsstätte und Jugendburg über der unterfränkischen Stadt Rothenfels im bayerischen Landkreis Main-Spessart in Deutschland.

## Geographische Lage
Die Höhenburg wurde vor gut 850 Jahren mit ihrem gewaltigen Bergfried hoch über dem Main erbaut.
Heute ist sie nicht nur ein beliebtes Ausflugsziel zwischen Würzburg und Aschaffenburg, sondern vor allem ein christliches Bildungs- und Tagungshaus in freier Trägerschaft.

## Geschichte

### Von 1150 bis 1919
Die ältesten Teile der Burg stammen aus dem Jahre 1150, Gründer war Markward II. von Grumbach (urkundlich seit etwa 1120 nachweisbar, † 9. Februar 1171). Nachdem das ursprüngliche Adelsgeschlecht der Grumbacher im Jahre 1243 mit Albert von Grumbach, Herr zu Rothenfels, ausgestorben war, ging die Burg Rothenfels über seine Tochter Adelheid, die mit dem Grafen Ludwig von Rieneck verheiratet war, an die Grafen von Rieneck. Diese wiederum verkauften die Burg 1328 an das Ministerialengeschlecht derer von Wolfskeel, die sie jedoch bereits 1333 an das Hochstift Würzburg veräußerten (siehe Amt Rothenfels) und auf Schloss Burggrumbach übersiedelten. Die dort ansässige Linie der Wolfskeels nannten sich fortan Wolfskeel von Grumbach und später, wie die ursprünglichen Besitzer, nur noch Herren von Grumbach.
Während der Säkularisation 1803 fiel das würzburgische Amt Rothenfels an das Fürstenhaus Löwenstein-Wertheim-Rosenberg, 1806 durch Mediatisierung an das Fürstentum Aschaffenburg, 1813 dann an das Königreich Bayern. Die Burg blieb im Besitz des Fürsten, war ihm aber wenig dienlich, von einigen Bauern bewohnt, mit Viehställen besetzt und vorwiegend als Lager für Feldfrüchte und Wein genutzt.

### Seit 1919
Die Geschichte der Burg Rothenfels als christliches Bildungshaus begann 1919 mit dem Verkauf der Burg durch das Fürstenhaus Löwenstein an den Quickborn. Über die Grenzen Bayerns hinaus bekannt wurde die Burg durch das Wirken des berühmten Theologen Romano Guardini (1885–1968), der von 1927 bis 1939 Burgleiter war. Von 1924 bis 1940 wirkte Rudolf Schwarz als Burgbaumeister. Die Kapelle der Burg wurde unter Guardinis Führung zum Herz der Liturgischen Bewegung, die wesentliche Ideen des Zweiten Vatikanischen Konzils vorwegnahm.

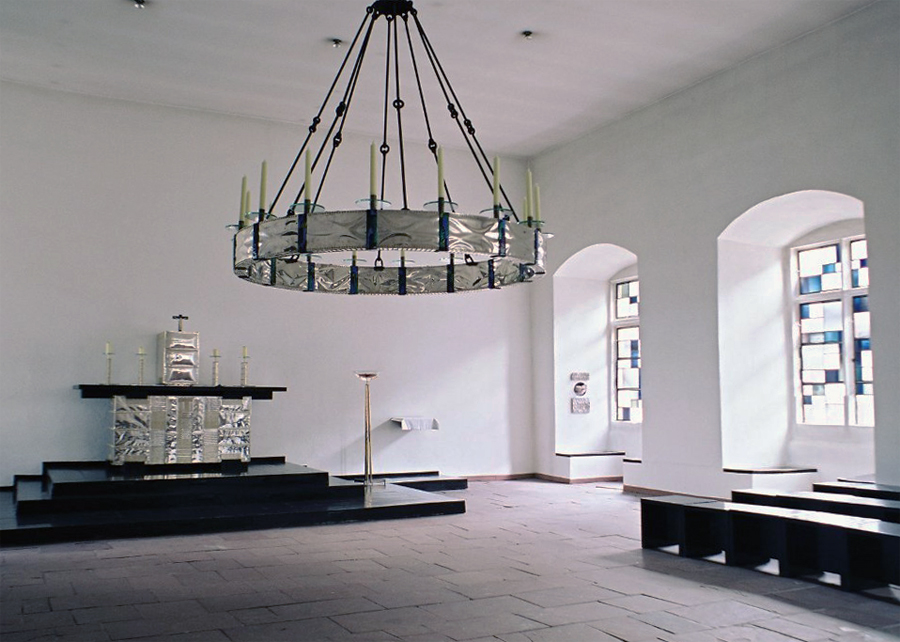
Die von Rudolf Schwarz 1927 erneuerte Kapelle auf Burg Rothenfels (Foto: 2013)

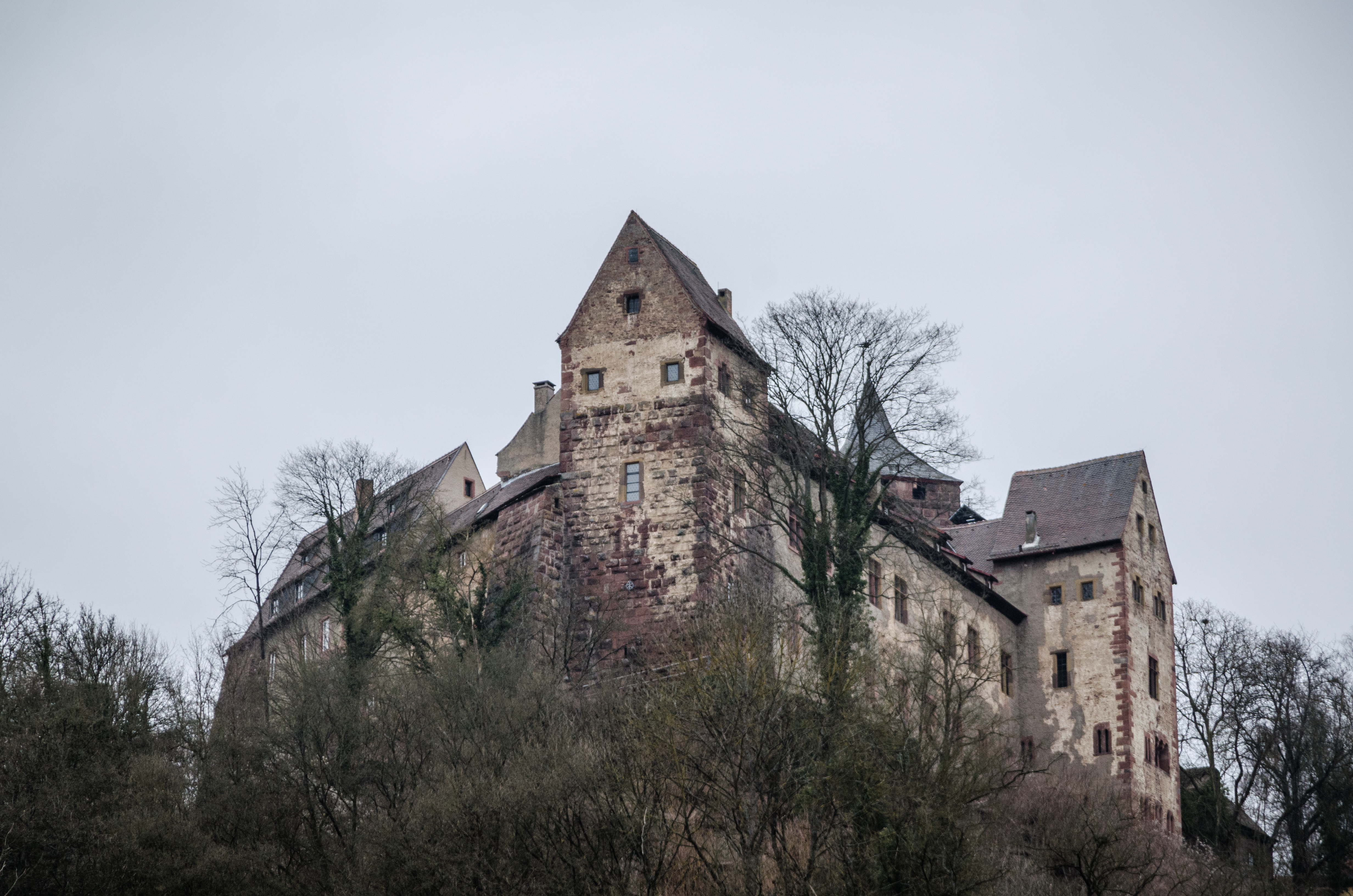
Burg Rothenfels (Foto: 2007)

Nach dem Kauf von Burg Rothenfels durch den Quickborn im Februar 1919 richteten Klemens Neumann mit vielen Freiwilligen die Burg her für den Ersten Deutschen Quickborntag im August 1919. Die dann jährlich stattfindenden Quickborntage machten Burg Rothenfels bekannt als einen Ort, an dem Jungen und Mädchen, junge Frauen und Männer gemeinsam Werkwochen aus christlichem Geist gestalteten und neue Wege erprobten, besonders in der Gottesdienstgestaltung, der Schriftlesung, im Gemeinschaftsleben, in Musik und Tanz.
Die Ausstattung der Kapelle mit (heute noch existierenden) Sakralgeräten oblag unter Schwarz’scher Leitung einer „Werkgemeinschaft“ aus Lehrern und Schülern der Kunstgewerbeschule Aachen, nämlich Fritz Schwerdt für den großen Ewiglichtleuchter, Anton Schickel und Fritz Schwerdt für das kleine Kruzifix bzw. Hein Minkenberg für den zugehörigen Elfenbeinkorpus. Die Entwürfe für Altar, Altarleuchter und Tabernakel – überwiegend mit benageltem Silberblech – stammen von Rudolf Schwarz selbst, während die Ausführung Anton Schickel besorgte.
Die mit der Beschlagnahme von Burg Rothenfels im August 1939 gewaltsam unterbrochene fruchtbare Arbeit für Pädagogik, Liturgische Bewegung und Friedensbewegung auf Burg Rothenfels wurde nach dem Krieg unter Leitung des Münchener Oratorianers Heinrich Kahlefeld weitergeführt und sprach mit ihren Oster- und Pfingsttagungen, Werkwochen für junge Menschen aller Kreise und anderen Veranstaltungen viele Menschen an. Ab 1959 bestand die Burgleitung aus Heinrich Fleckenstein, Würzburg; Bernhard Casper, Freiburg und Bruno Leuschner, Schlüchtern. In den sechziger Jahren wurde der Burgrat eingerichtet, ein für die Bildungsarbeit der Burg verantwortliches Beratergremium, das aus neun ehrenamtlichen Personen besteht. Seit dieser Zeit gibt es auch jeweils einen hauptamtlichen Bildungsreferenten, u. a. Hanna-Barbara Gerl-Falkovitz (1975 bis 1984), Ludger Bradenbrink (1986 bis 1995), Joachim Hake (1995 bis 2006), Achim Budde (2007 bis 2018). Ehrenamtliche Burgpfarrer war von 1983 bis 1991 Rolf Zerfaß, Würzburg, von 1996 bis 2018 Gotthard Fuchs, Wiesbaden und seit Pfingsten 2018 Joachim Negel, Fribourg/Schweiz.

### Träger der Burg
Als Rechtsträger des Bundes Quickborn wurde die Vereinigung der Quickbornfreunde e. V. am 20. November 1917 ins Vereinsregister beim Amtsgericht Lohr eingetragen. Sie kaufte am 21. Februar 1919 Burg Rothenfels vom Fürsten zu Löwenstein. Erster Vorsitzender war Bernhard Strehler, Präfekt in Neisse, ab 1925 Rektor Josef Emonds, Dormagen, ab 1927 Rolf Ammann, Cannstatt. Burg Rothenfels war die erste Jugendburg, die aus der Deutschen Jugendbewegung hervorgegangen ist.

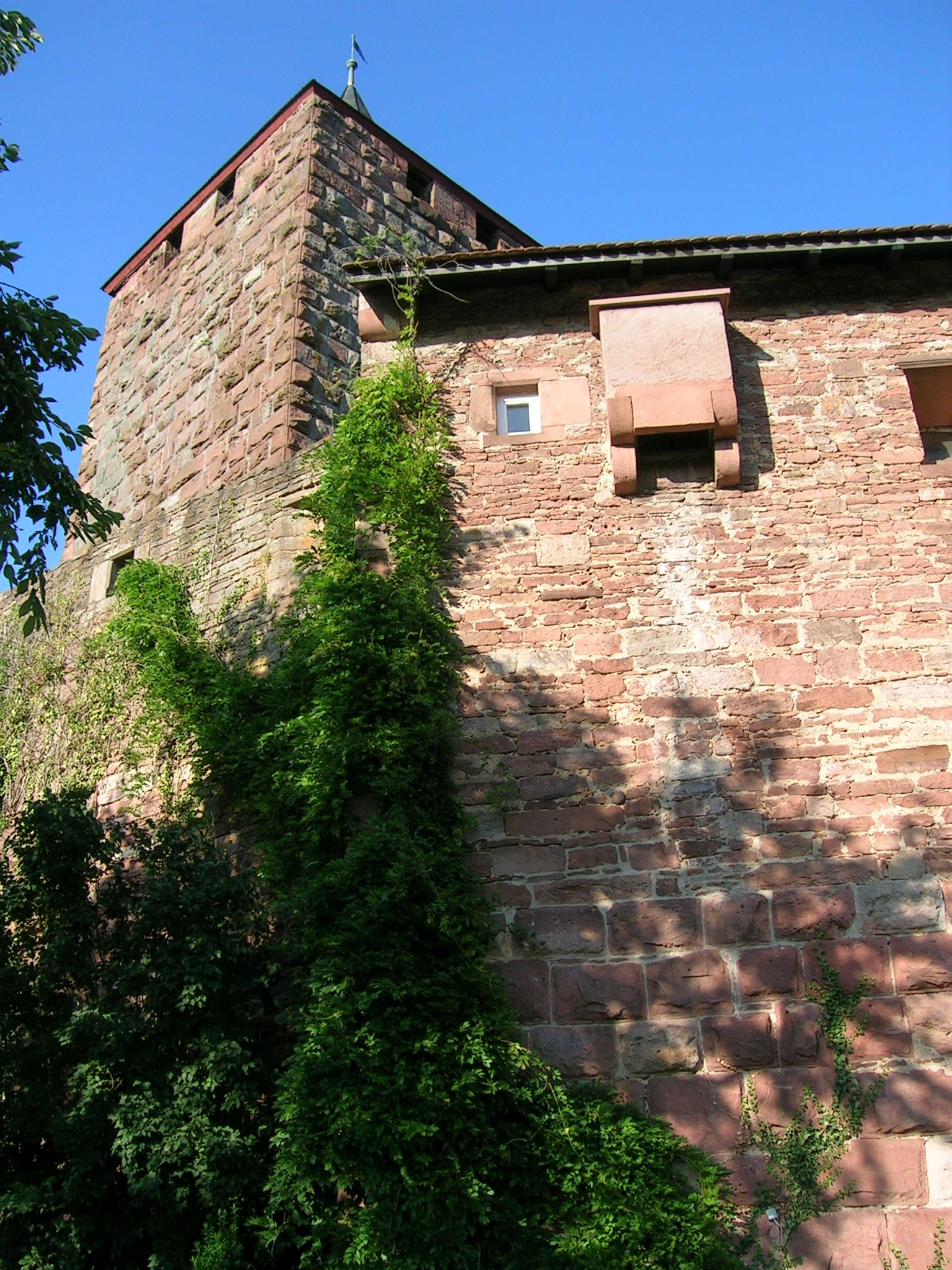
Westpalas mit Aborterker und Bergfried

Besonders der Burgleiter Romano Guardini wollte durch eine Änderung des Vereinsnamens verdeutlichen, dass Burg Rothenfels nicht nur Quickborner ansprechen wollte, sondern alle aufgeschlossenen Christen. Mit Satzung vom 27. August 1933 nannte der Verein sich um in „Vereinigung der Freunde von Burg Rothenfels e. V.“; Rolf Ammann blieb weiterhin Vorsitzender, im folgte 1939 Kaufmann Josef Seipel, Düsseldorf. Die Vereinigung wurde durch Runderlass des Reichsführers SS und Chefs der Deutschen Polizei vom 24. Juli 1939 aufgelöst und Burg Rothenfels am 7. August 1939 beschlagnahmt.
Am 16. April 1948 wurde die Vereinigung wiedereröffnet unter Vorsitz von Josef Seipel, ab Oktober 1948 Vorsitzender Fabrikant Josef Heinrich Sommer, Düsseldorf.
1961 übernahm Ernst Ludwig, Präsident in Saarbrücken, den Vorsitz, ab 1964 Werner Hamelbeck, ab 1970 Klaus Boisserée, Düsseldorf, ab 1971 Friedrich Bayerl, München, ab 1979 Meinulf Barbers, Korschenbroich, ab 2007 Mathilde Schaab-Hench, Aschaffenburg, ab 2019 Claudia Hamelbeck, Bonn.
Mitgliederzeitschrift der Vereinigung der Freunde von Burg Rothenfels e. V. ist der Burgbrief, seit 2003 konturen – rothenfelser burgbrief. 2019 feiert die Vereinigung der Freunde von Burg Rothenfels e. V. unter dem Slogan „100 Jahre unsere Burg“ das 100. Jubiläum des Kaufs der Burg.

## Heutige Nutzung

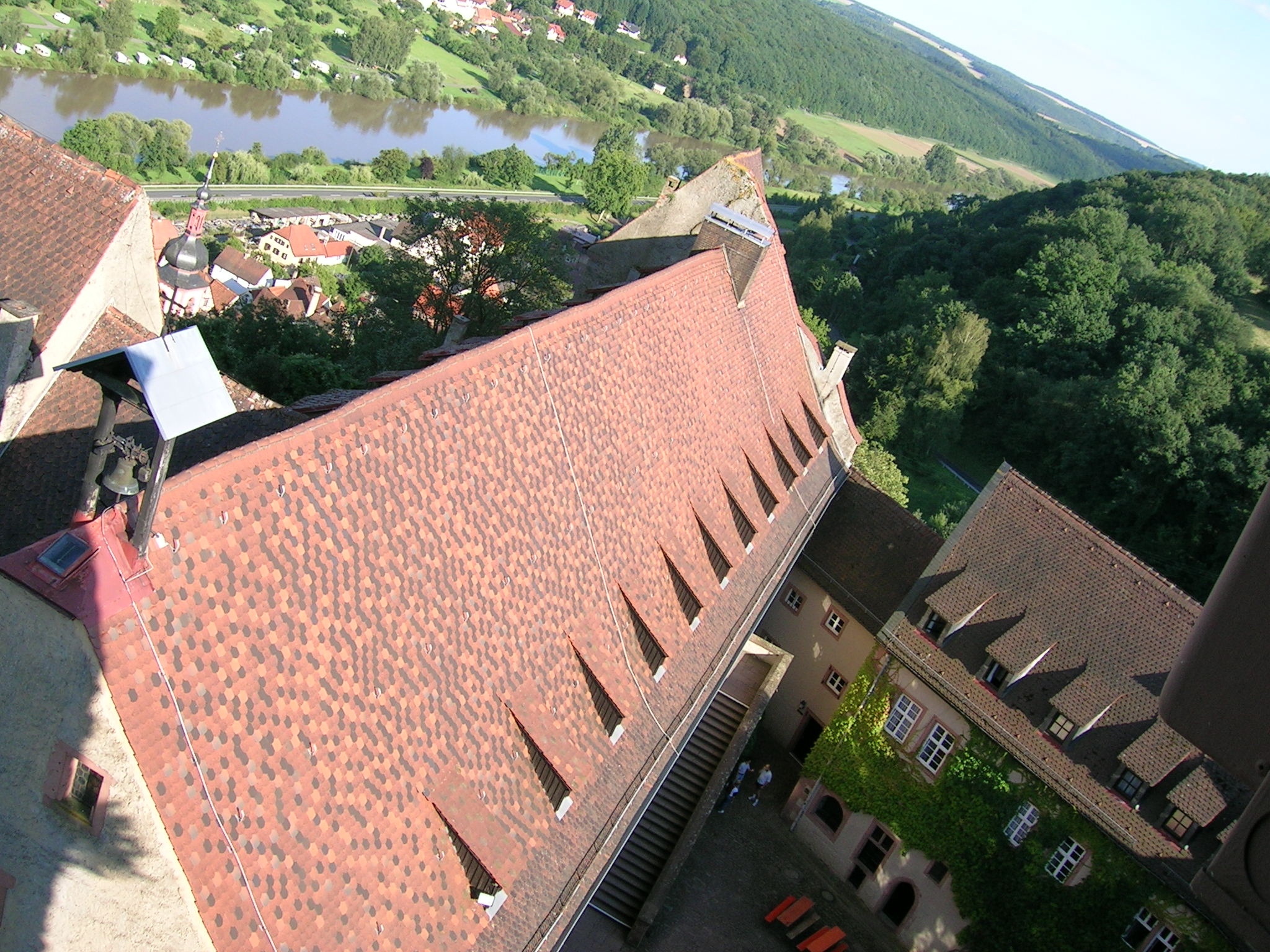
Blick vom Bergfried auf den inneren Burghof, die Altstadt von Rothenfels und den Main

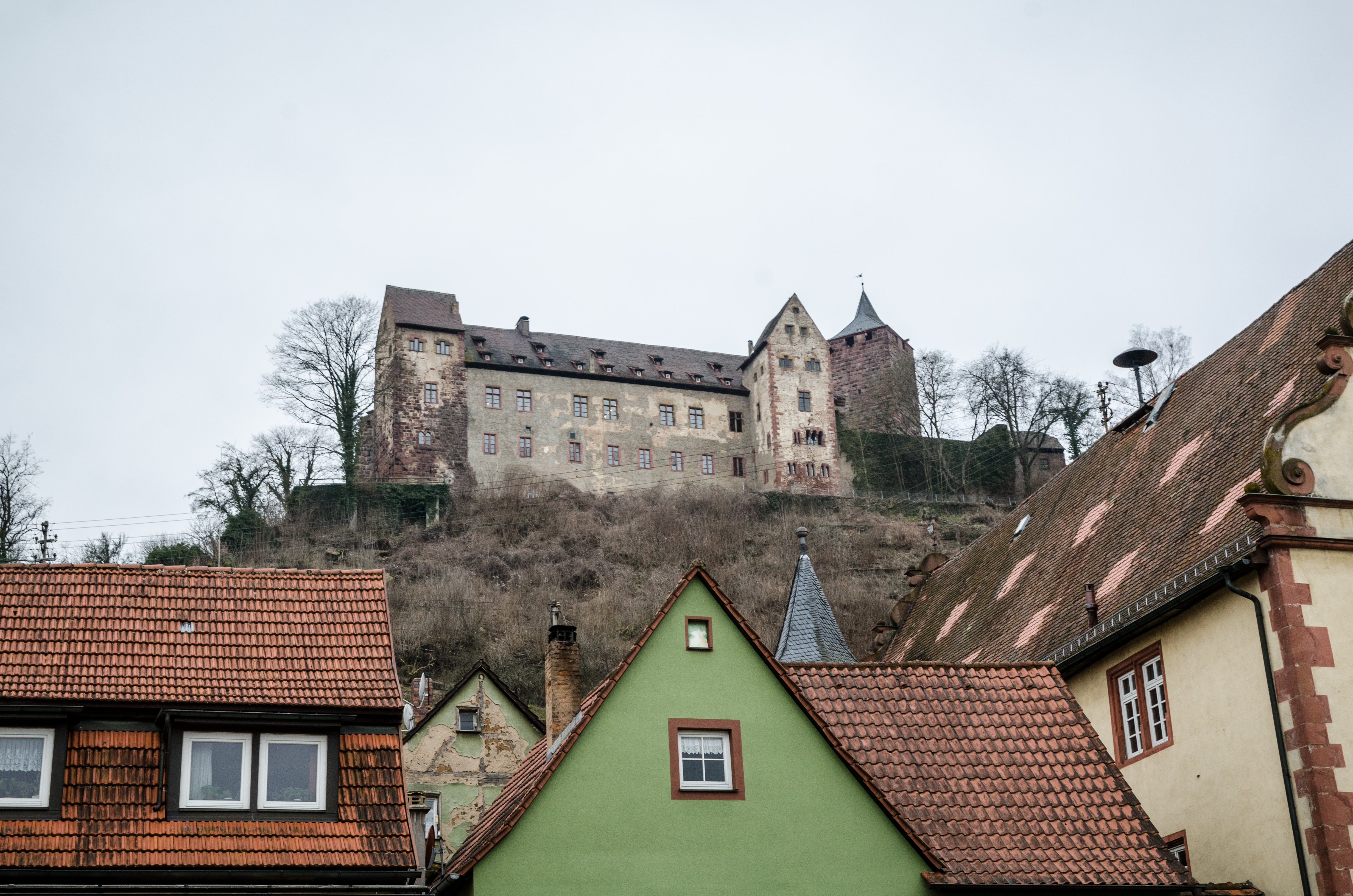
Die Burg von der Stadt aus

Hervorgegangen aus der Katholischen Jugendbewegung Quickborn und in der Tradition Romano Guardinis bietet Burg Rothenfels ihren Gästen ein kulturell anspruchsvolles Bildungsprogramm: Man kann auf der Burg theologische, philosophische und literarische Tagungen sowie kulturelle und erfahrungsorientierte Seminare zur Lebensgestaltung oder Körperarbeit besuchen. Außerdem finden Tanzwochenenden, Instrumentenbaukurse sowie musisch-kreative Wochen für Familien und ältere Menschen statt.
In der Jugendherberge und dem Tagungshaus finden Kinder- und Jugendgruppen, Chöre und Studientagungen verschiedener Art beste Freizeit- und Arbeitsbedingungen. 280 Betten, drei Speiseräume, zehn Arbeits- und Gruppenräume zwischen 20 und 70 Plätzen und der Rittersaal mit 300 Plätzen (besonders geeignet für Theater- und Musikgruppen) ermöglichen einen individuellen Zuschnitt für alle erdenklichen Bedürfnisse von einem Schullandheimaufenthalt bis zu einer Studientagung.
Burg Rothenfels wurde seit Anfang der siebziger Jahre gründlich renoviert und zu einer modernen Jugend- und Erwachsenenbildungsstätte umgebaut (zunächst Ost- und Südpalas der Burg, ab 1979 der Westpalas und die Außenburg; ab 2008 erhielt die Burg eine Holzhackschnitzelheizung, 2014 wurden die Kemenaten im Südpalas der Burg überarbeitet). Burg Rothenfels führt jährlich rund 50 Eigenveranstaltungen der Vereinigung der Freunde von Burg Rothenfels durch (die größten sind die Rothenfelser Ostertagung von Palmsonntag bis Ostermontag und die Silvesterwerkwoche des Quickborn-Arbeitskreises vom 28. Dezember bis 4. Januar, beide mit fast 300 Teilnehmern) und steht für zahlreiche Gastveranstaltungen bereit. Die dem Bayerischen Volkshochschulverband und dem Bayerischen Jugendherbergswerk angeschlossene Burg ist eine der größten Jugendherbergen in Unterfranken. Jugendherbergsgruppen und Schulklassen können auch Bildungsmodule z. B. mit ökologischen oder geschichtlichen Schwerpunkten buchen.
Träger der Burg ist heute die „Vereinigung der Freunde von Burg Rothenfels“, die Mitglied im Bayerischen Volkshochschulverband ist. Sowohl die Räume der Innenburg als auch die der vorgelagerten Außenburg wurden in den vergangenen Jahrzehnten grundlegend erneuert und modernisiert. Für eine Gesamtinstandsetzung unter Wahrung der denkmalfachlichen Belange sagte der Freistaat Bayern im November 2022 eine Unterstützung in Höhe von mehr als 3,3 Millionen Euro zu.